# Irania gutturalis

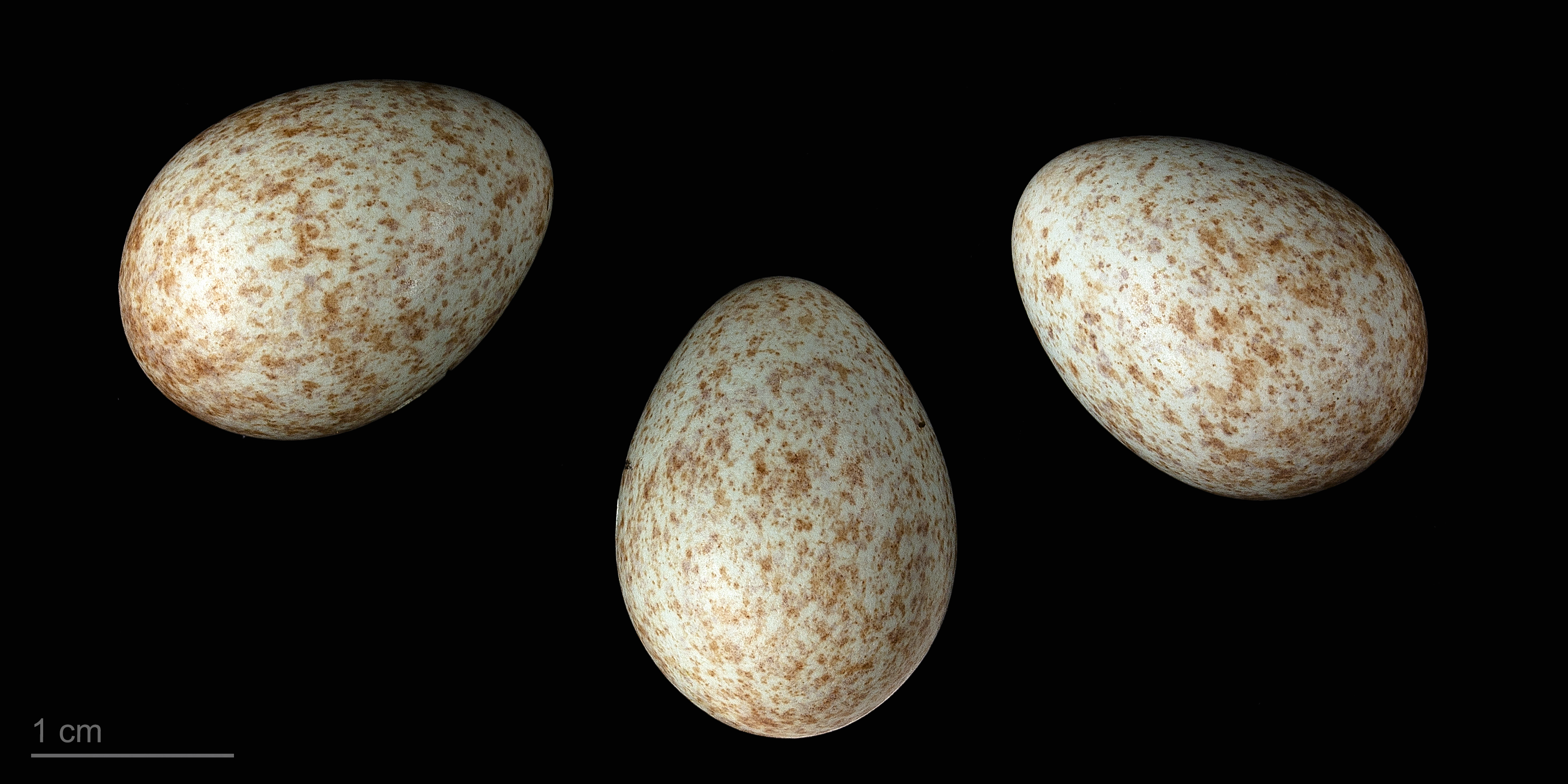
Irania gutturalis - MHNT

El petirrojo de Irán (Irania gutturalis) es una especie de ave paseriforme de la familia Muscicapidae que cría en Oriente medio y migra al este de África en invierno.

## Descripción
Mide unos 16 cm de largo, y sus alas poseen una envergadura de 28 cm. Las partes superiores del macho son color gris plomizo, tiene la cara negra con la garganta y una lista superciliar blancas, y las partes inferiores anaranjadas. Su cola y su fuerte pico son negros. El canto del macho es un gorjeo rápido que emite desde un arbusto o durante el vuelo. La llamada de esta especie es un chis-it. Las hembras son menos coloridas, primando el tono gris excepto en su cola que es negra, con unos pocos matices anaranjados en los flancos, y unas pinceladas blancas en su garganta.

## Distribución y hábitat
Es una especie principalmente insectívora, aunque en otoño consume frutos.
El petirrojo de Irán es un ave migratoria, se reproduce en el suroeste de Asia, desde Turquía hasta Afganistán y pasan el invierno en África oriental. Esta especie es un divagante muy raro en Europa.
Anida en pendientes rocosas secas con arbustos, a menudo en sitios con cierta elevación. Su puesta consta de 4 a 5 huevos.